# Приключението (филм, 1996)
„Приключението“ или „Пътуването“ (на английски: The Quest) е американски игрален филм за бойни изкуства от 1996 година на режисьора Жан-Клод Ван Дам, който също играе в главната си роля и като сценарист със Стивън Клейн, Пол Моунс и Франк Дукс. Музиката е композирана от Ранди Еделман.
Сюжетът се развива през 1925 г. се върти около турнир по бойни изкуства в мистериозния „Забравен град“, разположен дълбоко в Тибет, с бойни изкуства от целия свят, които се борят да спечелят наградата на победителя – „Златният дракон“ от твърдо злато. Твърденията на Франк Дък, че филмът е преработка на сценарий, който е написал през 1991 г., озаглавен „Влез в новия дракон: Кумите“, бяха отхвърлени от жури.

## В България
В България филмът е издаден на VHS от Мулти Видео Център. Екипът се състои от:
| Преводач           | Надя Баева                                                    |
| Редактор           | Йордан Андонов                                                |
| Тонрежисьор        | Веселин Бинчев                                                |
| Озвучаващи артисти | Наталия Бардская Любомир Младенов Мариан Маринов Сава Пиперов |

На 20 септември 2003 г. се излъчва по Диема 2 с втори дублаж. Преведен е като „Пътуването“ Екипът се състои от:
| Преводач           | Златина Тенева                                           |
| Тонрежисьор        | Димитър Кръстев                                          |
| Озвучаващи артисти | Силвия Русинова Николай Николов Васил Бинев Борис Чернев |

През май 2016 г. се излъчва по БНТ със субтитри на български език от продуцентски център „Външна телевизионна продукция“. Преводът е на Георги Михайлов, а редактор е Вера Генчева.